# Kernouës
Kernouës (tiếng Breton: Kernouez) là một xã của tỉnh Finistère, thuộc vùng Bretagne, miền tây bắc Pháp.

## Dân số
Người dân ở Kernouës được gọi là Kernouésiens.